# 鹿内春雄
鹿内 春雄（しかない はるお、1945年〈昭和20年〉5月15日 - 1988年〈昭和63年〉4月16日）は、日本の実業家、フジサンケイグループ会議第2代議長。
フジサンケイグループの創業者鹿内信隆初代議長の長男で、株式会社フジテレビジョン（現：株式会社フジ・メディア・ホールディングス）代表取締役会長、株式会社産業経済新聞社代表取締役会長、株式会社ニッポン放送代表取締役会長を務めた。当時の愛称は「議長」。
日枝久（現 フジサンケイグループ代表）との二人三脚により、今日のフジテレビ、フジサンケイグループを創り上げた。

## 来歴・人物

### 生まれ育った頃
疎開先の北海道夕張郡由仁町に生まれる。出生名は両親の名から一字ずつとった「信英（のぶひで）」。幼少期はやや病弱だった。母・英子は祈祷師へと傾倒し、母子ともに「病の原因を体内から吸い出してもらう」ことを習いとするようになった。
1952年4月、慶應義塾幼稚舎に入学。普通部を経て、高等学校へ内部進学する。
その直前の1960年12月、信英は「春雄」と改名する。改名がどのような意図で行われたのか、信隆がどう対応したかはいまひとつ判然としていない。一部では、父・信隆の派手な女性関係で家庭が荒れ、その反感から改名したとの説もある。
高校一年時、日吉祭の実行委員長を務めた。エスカレーター式に進学したもの、学業成績は低迷の度を増し、二年時に落第が必至となる。1963年4月、慶應高校を中退し、アメリカに留学する。ニューヨークの高校「トリニティー・ポーリング・スクール」に入学した。留学の背景には、父親が早稲田出身、母親と姉が慶應出身だったため、それとは異なる環境で育てたいとの親の意向があったされる。この留学は名ばかりで放蕩三昧の暮らしぶりだったと言われている。高校の授業も出席せず、何度も退学の危機があり、その節々に現地の高校の入学を斡旋した大学教授の経歴もある人物に頼んで退学を免れたと言われている。
1965年9月、ボストン大学経営学部に進学。在学中はボート部のマネージャーを務めた。大学二年の夏に中退、結核を患い結核性関節炎を発症。車椅子で帰国したが、父・信隆は対外的に交通事故と説明していた
。

### ニッポン放送に入社
1970年1月、父・信隆が社長を務めるニッポン放送に入社。管理局付としてキャリアをスタートし、ほぼ1年ごとに着実にステップを踏んでいった。翌1971年4月には、管理局付のまま子会社のポニー（現：ポニーキャニオン）に出向。社長室次長として石田達郎に仕えた。
1974年1月、秘書室管理職のまま経団連に出向し、植村甲午郎会長の秘書を務める。この出向には、息子の人脈を広げ、後継者としての基盤を固めるという信隆の意図があったとされる。
1977年6月、ニッポン放送代表取締役副社長に就任。歴史と伝統だけで活力を失った番組をすべて一新。目先きの減収は辞さずの決意で、ニッポン放送に再びヤング番組の黄金時代をもたらした。

### 日枝久との二人三脚でフジテレビの黄金時代を築く
1971年、フジテレビ社長（当時）の鹿内信隆は労働組合の弱体化と人件費削減を目的に、フジテレビ本体の番組制作部門を廃止し、制作プロダクション子会社への分社化と外部委託を推進する「プロダクション制度」を導入した。同時に、日枝久や横澤彪をはじめとする後の実力者たちを含む組合員への報復人事を行い、一部の組合員には系列局や関連会社への左遷を命じた。この「70年改革」により、現場の士気は低下し、番組制作の活力が失われ、フジテレビの視聴率は低迷。社内の対立や停滞が長引き、セクショナリズムが蔓延した。さらに、元総務次官・浅野賢澄の社長就任後、番組企画の決定に社長決裁が必要となるなど意思決定の機動性が失われ、低迷に拍車がかかった。
1980年5月2日、フジテレビは緊急全体集会を開き、鹿内信隆会長は「創立以来の最大の危機」を訴え、強化本部制を敷いた。春雄はニッポン放送副社長を兼務のまま顧問としてフジテレビに迎えられ、信隆強化本部長のもと、代理をつとめることになった。つづいて6月1日、フジテレビの代表取締役副社長に就任、強化本部の実質的な責任を引き受ける。
父・信隆の姿を見てきた春雄は、反対を押し切り、著名な放送作家らをブレーンに起用し「80年改革」を断行。編成局長に当時42歳の日枝久を抜擢し、テレビ新広島に出向していた村上七郎をフジテレビ専務として呼び戻した。手始めに、それまで分社化していた制作プロダクションを吸収合併、フジテレビ本体の制作部門を復活させた。組合員の復権も行い、実力があれば登用する人事も行った。こうした実力主義による改革は、フジテレビに活気をもたらした。
春雄はさらに斬新な機構改革にも着手。日枝久編成局長の下、編成を主、制作を従とする「編成主導体制」を構築し、視聴率や時代の空気を意識した番組作りを徹底。従来のテレビ業界では番組制作者が主導権を握っていたが、フジテレビは編成機能を強化し、『オレたちひょうきん族』をはじめとする高視聴率番組を次々に生み出した。
こうした改革の結果、フジテレビは開局以来初の視聴率三冠王を獲得。この「編成主導」の手法は他のキー局にも広がり、業界全体に影響を与えた。
春雄の改革により、フジサンケイグループは父・信隆時代の硬派路線を脱却し、「軽チャー路線」とも呼ばれる黄金期を迎える。当初、春雄は社内で「ジュニア」と呼ばれ、二世経営者として冷ややかに見られていたが、後のメディア経営の手本ともなる優れた手腕を発揮し、高い評価を得るに至った。

### フジサンケイグループ会議 第2代議長に就任
1985年6月、フジサンケイグループ会議議長（最高経営責任者に相当）に就任し、基幹3社（フジテレビジョン、産経新聞社、ニッポン放送）の代表取締役会長に昇任。同時に「FCG構想」を発表し、フジサンケイグループの統一シンボル『目ん玉マーク』の制定した。
テレビジョン放送の高品位（ハイビジョン）化、産経新聞の紙面カラー化とタイトル刷新なども打ち出した。
父が進めた「正論」路線は継承するものの「行革」キャンペーンは社会的に不人気と見るや路線変更し、代わって「夢工場」や映画『南極物語』『ビルマの竪琴』など大衆に夢を売るキャンペーンに奔走した。

### 急性肝不全で急逝、享年42歳
1988年4月9日、戸塚カントリー倶楽部でゴルフをプレーしている最中、悪心や足が引き攣るなどの症状を訴える。自宅静養の後、周囲の勧めで知人の医師がいた横浜市立市民病院に入院した。入院後は病床で業務報告を受けたり、産経新聞カラー版の見本紙をチェックするなど元気そうな様子を見せたが、その後間もなく急性肝不全の症状が見られ容態が急激に悪化し、体調不良からわずか1週間後の4月16日に急死した。42歳没。前触れのない春雄の突然の死は鹿内一族のみならず、フジサンケイグループの関係者に大きな衝撃を与えた。妹の厚子による『厚子手記』によれば、「兄があんなに早く亡くなったのも、母の信仰がその理由の一つなのではないかと思っています。兄は亡くなる八年前にB型肝炎を患っていました。…ところが母は、西洋医学や病院を信じないので一切見せない。…N先生の作る漢方薬しか与えないのです。病院につれていって、しっかりした医療処置さえとっていれば、兄があんなに早く亡くなることはなかったのではないかと私には思えてならないのです」という。墓所は小平霊園。
春雄の急死から間もなく、鹿内信隆は鹿内家の世襲体制を維持するため、娘婿の佐藤宏明を養子に迎え、「鹿内宏明」としてフジサンケイグループ会議の三代目議長に据えた。

### 春雄時代に生まれた番組
フジテレビ副社長・会長時代に放送開始した番組としては、『オレたちひょうきん族』（1981年～1989年）、『なるほど!ザ・ワールド』（1981年～1996年）、『森田一義アワー 笑っていいとも!』（1982年～2014年）、『おはよう!ナイスデイ』（1982年～1999年）、『FNNスーパータイム』（1984年～1997年）、『ライオンのいただきます』（1984年～1990年）、『夕やけニャンニャン』（1985年～1987年）、『所さんのただものではない!』（1985年～1991年）、『ワイドワイドフジ』（1982年～1985年）、『FNNモーニングコール』（1986年～1990年）、『FNN DATE LINE』（1987年～1990年）、『FNNスピーク』（1987年～2018年）、『タイム3』（1988年～1993年）などが挙げられる。
また、1987年からスタートした『FNS27時間テレビ』（『FNSスーパースペシャルテレビ夢列島』→『平成教育テレビ』を経て現在は『27時間テレビ』）の初代製作総指揮を務めた。

## 家族
妻の美津子（頼近美津子）は、元NHKアナウンサーで、1984年8月に結婚。1985年4月に長男が誕生し、翌1986年4月に次男が誕生している。父・信隆の命名に倣い、自らの「雄」をそれぞれの子供の名前に充てて命名している。
美津子との結婚以前に2度結婚歴がある。ニッポン放送時代の1970年に知人の紹介で結婚した1人目の妻との間には長女が生まれたが、妻は母・英子と折り合いが悪く破局。夫婦間で子供の奪い合いとなり、1976年には子供を奪い返しに来た妻を車で引きずるという傷害事件を起こしている。5年半の調停を経て1981年4月に離婚。その直後の5月に再婚した2人目の妻は元平尾昌晃夫人・詮子（平尾とは短大時代に結婚・1児をもうけるも3年で離婚していた）。2人目の妻との間に1982年6月に長男が生まれたが、その1か月後の7月に妻がくも膜下出血を発症し死別している。

## 逸話
ワンマンぶりが業界でも有名で、1984年3月にタモリが降板し打ち切られるといわれていた『笑っていいとも!』を春雄のツルのひと声で、タモリのギャラを大幅アップさせ継続を決めた。また角川春樹と映画の試写会で同席したおり、角川を無視して角川映画を辛辣に批判し、声をかけた角川を「クン」付けで呼んで角川を激怒させた。「映画界のドン」である岡田茂東映社長でさえ「角川さん」と呼んでいたため、「さすがは鹿内副社長」と関係者を驚かせた。
岡田茂の後ろ盾には五島昇や永野重雄、今里広記、瀬島龍三らがおり、鹿内同様「財界四天王」に繋がる人で、財界フィクサーだった今里広記を囲む「今里会」を岡田が作って、これが「岡田学校」に発展し、若手経営者を集めて彼らの兄貴分のようになった。1978年10月22日に、国立競技場で7万人を集めて日本商工会議所創立100周年記念行事「全国郷土祭」が行われた際、岡田がプロデューサーを務め、当時ニッポン放送の副社長だった鹿内を通じて、フジテレビに協力を要請し付き合いが深まった。1980年に映画監督の五社英雄が銃刀法違反容疑で逮捕されてフジテレビを退職した時、「映画界で復帰させてやれないか」と鹿内が岡田に頼んだ。1981年10月2日には岡田が発起人代表となって「鹿内春雄君を励ます会」が高輪プリンスホテルで開かれ、来なかったのは政府要人と皇室関係というほどの政・財界、スポーツ界などから約2000人出席した。岡田が発起人代表を買って出たのは、以前から東映はフジテレビから多くのテレビ番組を受注してはいたが、さらにテレビ番組の制作量で稼ぐため、いずれフジサンケイグループの総帥となる人物だけに、太いパイプを築いていこうと計算があった。当日は岡田の鹿内への過度の"ゴマすり"が話題を呼んだ。「励ます会」は先述の春雄の再婚相手である平尾昌晃元夫人の御披露目と、父・信雄も出席したことからフジの"王位継承宣言"説も出た。
フジテレビは1969年の映画『御用金』『人斬り』で、いち早く映画製作に参入したが、その後は業績が良くなく映画製作から撤退していた。再び映画製作に乗り出したのは鹿内が1980年6月にフジテレビ代表取締役副社長に就任して以降で、岡田は映連会長としても門戸を開放した。鹿内は自社の電波媒体を駆使した物量宣伝で、アッという間に映画界に於ける"外部プロの雄"になった。『南極物語』（1983年）『ビルマの竪琴』（1985年）『子猫物語』（1986年）は、当時の日本映画歴代配給記録の上位3位を独占した。1987年にはヘラルド・エース、簱興行と組んでシネスイッチ銀座を開業し、続いて大阪サンケイ会館の中に映画館を2館作り、初の自社配給に乗り出そうとしていた。角川春樹が1985年から「自社配給をやりたい」と岡田茂の相談に来たとき、岡田は「これからは鹿内さんの時代になるだろう」と予言していたが、その矢先の急逝であった。

## 製作映画
- プロ野球を10倍楽しく見る方法（1983年4月29日公開）製作総指揮
- 南極物語（1983年7月23日公開）製作 - 第3回藤本賞
- プロ野球を10倍楽しく見る方法PART2（1984年4月21日公開）製作総指揮
- CHECKERS IN TAN TAN たぬき（1985年4月27日公開）製作総指揮/製作指揮
- ビルマの竪琴（1985年7月20日公開）製作 - 第9回日本アカデミー賞特別賞 企画賞[41]
- ゲゲゲの鬼太郎（1985年12月21日公開）製作代表
- ゲゲゲの鬼太郎 妖怪大戦争（1986年3月15日公開）製作代表
- ゲゲゲの鬼太郎 最強妖怪軍団!日本上陸!!（1986年7月12日公開）製作代表
- 子猫物語（1986年7月12日公開）製作指揮
- ゲゲゲの鬼太郎 激突!!異次元妖怪の大反乱（1986年12月20日公開）製作代表

## 関連書籍
- 鹿内春雄記念アルバム編集委員会編『鹿内春雄記念アルバム』フジサンケイグループ会議、1989年。